# لروی فر
لروی فر (هلندی: Leroy Fer؛ زادهٔ ۵ ژانویهٔ ۱۹۹۰) یک بازیکن فوتبال اهل هلند است.

## تیم ملی
وی همچنین در تیم ملی فوتبال هلند بازی کرده است.